# Parti des socialistes d'Aragon-PSOE
Le Parti des socialistes d'Aragon-PSOE (en espagnol : Partido de los socialistas de Aragón-PSOE, PSOE-Aragón) est la fédération territoriale du Parti socialiste ouvrier espagnol (PSOE) en Aragon.
Il gouverne la communauté autonome entre 1987 et 1991 avec Santiago Marraco, puis de 1993 à 1995. Ce deuxième mandat, sous la présidence de José Marco, est marqué par une importante instabilité causée par des affaires entourant le président de l'exécutif autonome. Le PSOE-Aragón retrouve le pouvoir entre 1999 et 2011, portant Marcelino Iglesias à la direction du gouvernement territorial pendant 12 ans en coalition avec le Parti aragonais (PAR). Devenu secrétaire général en 2012, Javier Lambán ramène son parti entre 2015 et 2023, dans le cadre de coalitions multipartites.

## Secrétaires généraux
| Titulaire                                    | Mandat                                                        | Fonction |
| -------------------------------------------- | ------------------------------------------------------------- | --- |
| Rafael Zorraquino                            | 21 mai 1978 – 26 novembre 1979 (1 an, 6 mois et 5 jours)      | |
| Santiago Marraco                             | 26 novembre 1979 – 29 février 1988 (8 ans, 3 mois et 3 jours) | Président de la députation générale (1983-1987) |
| José Félix Sáenz Lorenzo (es)                | 29 février 1988 – 28 mars 1992 (4 ans et 28 jours)            | |
| José Marco                                   | 28 mars 1992 – 2 juin 1996 (4 ans, 2 mois et 5 jours)         | Président de la députation générale (1993-1995) |
| Isidoro Esteban                              | 2 juin 1996 – 17 mars 2000 (3 ans, 9 mois et 15 jours)        | Président de la députation de Teruel (1983-1991) |
| Víctor Morlán Secrétaire général par intérim | 17 mars – 17 décembre 2000 (9 mois)                           | Secrétaire d'État à la Planification (2008-2009) |
| Marcelino Iglesias                           | 17 décembre 2000 – 31 mars 2012 (11 ans, 3 mois et 14 jours)  | Président de la députation de Huesca (1987-1995) Président d'Aragon (1999-2011) Porte-parole du groupe socialiste au Sénat (2011-2014)                                |
| Javier Lambán                                | 31 mars 2012 – 16 mars 2025 (12 ans, 11 mois et 13 jours)     | Président de la députation de Saragosse (1999-2011) Maire d'Ejea de los Caballeros (2007-2014) Président d'Aragon (2015-2023)                                         |
| Pilar Alegría                                | depuis le 16 mars 2025 (moins d’un jour)                      | Conseillère à la Recherche (2015-2019) Déléguée du gouvernement (2020-2021) Ministre de l'Éducation (depuis 2021) Porte-parole du gouvernement espagnol (depuis 2023) |

## Résultats électoraux

### Cortes d'Aragon
| Année | Chef de file       | Voix    | %        | #      | Sièges  | Gouvernement                              |
| ----- | ------------------ | ------- | -------- | ------ | ------- | ----------------------------------------- |
| 1983  | Santiago Marraco   | 283 226 | 46,82    | 1er    | 33 / 66 | Marraco                                   |
| 1987  | Santiago Marraco   | 228 110 | 35,67 () | 1er () | 27 / 67 | Opposition                                |
| 1991  | José Marco         | 247 485 | 40,37 () | 1er () | 30 / 67 | Opposition (1991-1993), Marco (1993-1995) |
| 1995  | Marcelino Iglesias | 179 305 | 25,62 () | 2e ()  | 19 / 67 | Opposition                                |
| 1999  | Marcelino Iglesias | 199 620 | 30,70 () | 2e ()  | 23 / 67 | Iglesias I                                |
| 2003  | Marcelino Iglesias | 270 468 | 37,94 () | 1er () | 27 / 67 | Iglesias II                               |
| 2007  | Marcelino Iglesias | 276 415 | 41,14 () | 1er () | 30 / 67 | Iglesias III                              |
| 2011  | Eva Almunia (es)   | 197 189 | 29,02 () | 2e ()  | 22 / 67 | Opposition                                |
| 2015  | Javier Lambán      | 143 096 | 21,43 () | 2e ()  | 18 / 67 | Lambán I                                  |
| 2019  | Javier Lambán      | 206 400 | 30,84 () | 1er () | 24 / 67 | Lambán II                                 |
| 2023  | Javier Lambán      | 197 919 | 29,55 () | 2e ()  | 23 / 67 | Opposition                                |

### Cortes Generales
| Année   | Chef de file                 | Congrès des députés | Congrès des députés | Congrès des députés | Congrès des députés | Sénat  | Gouvernement                                  |
| Année   | Chef de file                 | Voix                | %                   | #                   | Sièges              | Sénat  | Gouvernement                                  |
| ------- | ---------------------------- | ------------------- | ------------------- | ------------------- | ------------------- | ------ | --------------------------------------------- |
| 1977    | Felipe González              | 161 409             | 24,85               | 2e                  | 5 / 14              | 2 / 12 | Opposition                                    |
| 1979    | Felipe González              | 177 371             | 28,41 ()            | 2e ()               | 5 / 14              | 3 / 12 | Opposition                                    |
| 1982    | Felipe González              | 357 339             | 49,73 ()            | 1er ()              | 9 / 14              | 9 / 12 | González I                                    |
| 1986    | Felipe González              | 287 809             | 43,78 ()            | 1er ()              | 8 / 14              | 9 / 12 | González II                                   |
| 1989    | Felipe González              | 255 342             | 39,05 ()            | 1er ()              | 7 / 13              | 9 / 12 | González III                                  |
| 1993    | Felipe González              | 261 108             | 34,58 ()            | 1er ()              | 7 / 13              | 9 / 12 | González IV                                   |
| 1996    | Felipe González              | 268 189             | 35,07 ()            | 2e ()               | 5 / 13              | 3 / 12 | Opposition                                    |
| 2000    | Joaquín Almunia              | 224 650             | 31,53 ()            | 2e ()               | 4 / 13              | 3 / 12 | Opposition                                    |
| 2004    | José Luis Rodríguez Zapatero | 322 428             | 42,13 ()            | 1er ()              | 7 / 13              | 8 / 12 | Zapatero I                                    |
| 2008    | José Luis Rodríguez Zapatero | 356 050             | 46,98 ()            | 1er ()              | 8 / 13              | 9 / 12 | Zapatero II                                   |
| 2011    | Alfredo Pérez Rubalcaba      | 224 314             | 32,18 ()            | 2e ()               | 4 / 13              | 3 / 12 | Opposition                                    |
| 2015    | Pedro Sánchez                | 169 057             | 23,26 ()            | 2e ()               | 4 / 13              | 3 / 12 | Opposition                                    |
| 2016    | Pedro Sánchez                | 174 960             | 25,03 ()            | 2e ()               | 4 / 13              | 3 / 12 | Opposition (2016-2018), Sánchez I (2018-2019) |
| 04/2019 | Pedro Sánchez                | 240 540             | 32,04 ()            | 1er ()              | 5 / 13              | 9 / 12 | Sánchez I                                     |
| 11/2019 | Pedro Sánchez                | 215 361             | 31,02 ()            | 1er ()              | 6 / 13              | 6 / 12 | Sánchez II                                    |
| 2023    | Pedro Sánchez                | 222 391             | 31,12 ()            | 2e ()               | 4 / 13              | 3 / 12 | Sánchez III                                   |